# John Canton

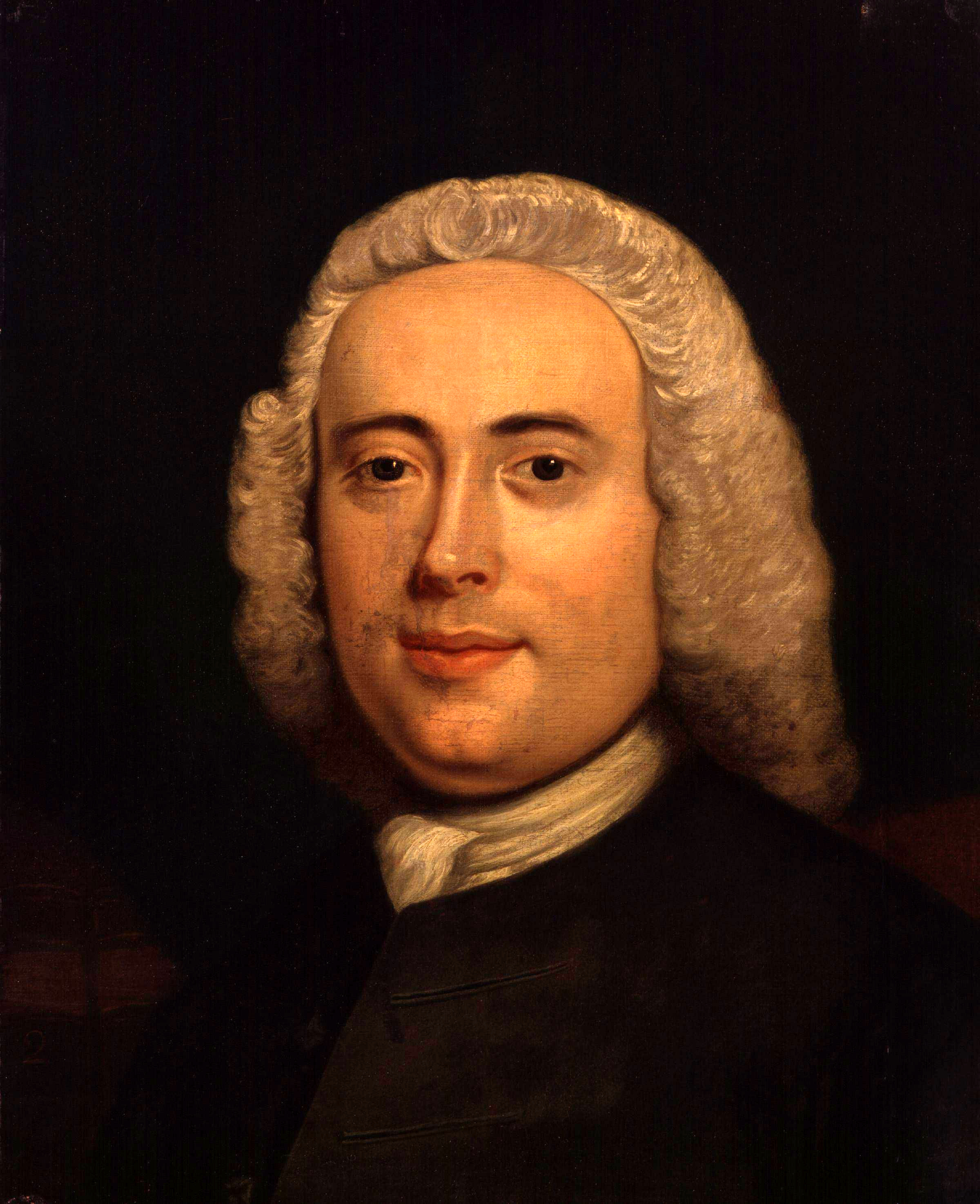
John Canton

John Canton (* 31. Juli 1718 in Stroud, Gloucestershire; † 22. März 1772 in London) war ein englischer Physiker.

## Leben
Canton wurde 1738 Lehrer und unterrichtete ab 1742 an einer Privatschule in London. Er erfand unter anderem ein Elektroskop und bestimmte die in Leidener Flaschen gesammelte elektrische Ladung. 1750 gelang ihm die Herstellung künstlicher Dauermagnete, ohne natürlich vorkommende Magnetwerkstoffe dafür verwenden zu müssen.
1762 wies er nach, dass Wasser tatsächlich kompressibel ist. In seinem 1753 erschienenen Werk Electrical experiments: with an attempt to account for their several phenomena berichtete er gleichzeitig mit Benjamin Franklin davon, dass sich die elektrische Ladung einiger Wolken positiv, andere negativ verhalten. Bekanntheit erlangte er mit den Cantonschen Leuchtsteinen, auch Cantons Phosphor, einer Calcium-Phosphor-Verbindung, die im Dunkeln nachleuchten, nachdem sie zuvor vom Sonnenlicht bestrahlt wurden.

## Auszeichnungen
1751 wurde er mit der Copley-Medaille ausgezeichnet.

## Weitere Werke
- Attempt to account for the regular diurnal variation of the horizontal magnetic needle etc. London (1759)